# Жировой-Засекин, Михаил Фёдорович
Князь Михаил Фёдорович Жировой-Засекин — воевода и окольничий во времена правления соправительницы Софьи Алексеевны, Ивана V и Петра I Алексеевичей.
Из княжеского рода Жировые-Засекины. Старший сын князя Фёдора Андреевича Жирового-Засекина. Имел младшего брата, окольничего и князя Василия Фёдоровича.

## Биография
В 1627-1629 годах в Боярской книге записан московским дворянином. В 1658-1692 годах стольник. В 1679 году местничал с князьями Юрием и Иваном Даниловичами Велико-Гагины. В мае 1682 года шестым дневал и ночевал в Архангельском соборе у гроба царя Фёдора Алексеевича с бояриным и князем Голицыным. В июне этого же года, на третий день коронации царей Ивана V и Петра I Алексеевичей вторым смотрел в архиерейский стол во время государева торжества в Грановитой палате. В 1686 году первый судья в Холопьем приказе. В 1693 году показан окольничим. В сентябре 1694 года седьмой воевода войск защищающий городок на потешном Кожуховском действии. При государях Иване V и Петре I Алексеевичах показан двадцатым окольничим. В 1703 году шестнадцатый окольничий.  Член и активный участник Всешутейшего, всепьянящего и сумасброднейшего собора, носившего в нём прозвище — "Митрополита Казанского и Свияжского".
Об брака с неизвестной имел единственного сына князя Никиту Михайловича Жирового-Засекина, упомянутого в 1703 году пятьдесят первым комнатным стольником.

## Критика
Вызывает сомнение нахождение в 1627-1629 годах его в чине московского дворянина, ведь на 1703 год, когда имеется написанное им собственно-ручное письмо к царю Петру I Алексеевичу, ему должно было быть не менее 90 лет и принимать участие в коллективных мероприятиях не позволял возраст. Вероятно, что упоминание в Боярской книге относится к современнику, полному тёзке, князю Жировому-Засекину Михаилу Фёдоровичу, упомянутого в мае 1660 году стольником в Грановитой палате и являющегося сыном также полного тёзки его отца, князя Фёдора Андреевича, но с другими службами. В данном случае возможны смешивания служб,